# Cratere Mbir
Mbir è un cratere sulla superficie di Rea.